# San Pietro (San Marino)

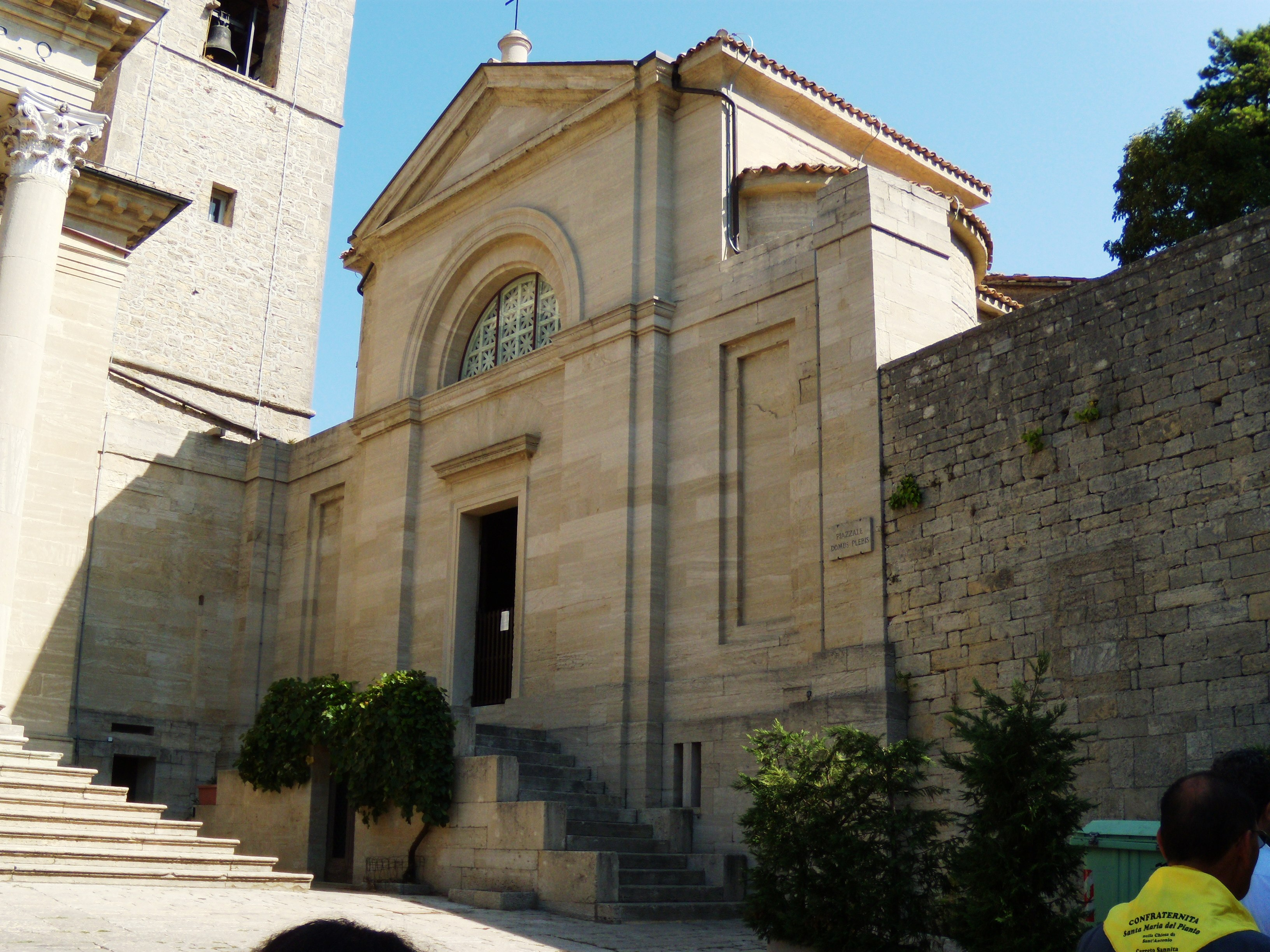
San Pietro

Die Chiesetta di San Pietro (deutsch: Kirchlein zum Heiligen Petrus) ist eine katholische Kirche in der Stadt San Marino, Hauptstadt vom Zwergstaat San Marino, nahe der Basilika San Marino.
Die Kirche wurde um das Jahr 1600 auf den Überresten eines antiken Gebäudes erbaut. Sie beherbergt einen kostbaren Altar aus Marmor, der 1689 vom Musiker Antonio Tedeschi gespendet wurde. Eine Statue des Heiligen Petrus stammt von Enrico Saroldi. In der Krypta der Kirche gibt es zwei in Felsen gehauene Apsisnischen, wo sich angeblich die sterblichen Überreste der Heiligen Marinus und Leo befanden. Im Inneren der Kirche befindet sich ein Denkmal für den Papst Johannes XXIII., errichtet von der Regierung der Republik.